# Christian Gattermann
Joseph Christian Hermengild Gattermann (* 16. Mai 1788 in Sankt Wendel; † 7. Juli 1860 in Koblenz) war ein preußischer Landrat.

## Leben und Herkunft
Christian Gattermann war ein Sohn von Franz Gattermann und dessen Ehefrau Christina Josepha, geborene von Eschermann. Nach Ende seiner Schulzeit begann er eine Ausbildung in Trier, an der Rechtsschule in Koblenz, sowie in Aachen. 1806 wurde er Sekretär in der Oberpräfektur Aachen, dann stand er vom 18. August 1806 bis zum September 1810 in holländischen Diensten, bevor er employé in der Unterpräfektur Koblenz und dort am 1. August 1812 Bürochef wurde. Am 17. Februar 1814 wurde er Generalsekretär im Generalgouvernement des Rhein-Mosel-Departements in Koblenz, dann war er Journalist bei der Regierung Koblenz und 1817 ebenda wieder Sekretär. Am 7. Mai 1829 wurde er per Allerhöchster Kabinettsorder (AKO) zum Landrat des Kreises Adenau ernannt, der Dienstantritt erfolgte am 1. August 1829. Nach 19 Jahren Tätigkeit als Landrat ging er am 1. Juli 1848 mit Pension in Rente.
Am 20. Juni 1812 wurde Christian Gattermann Mitglied der 1808 gegründeten Koblenzer Casino-Gesellschaft wie bereits vier Jahre zuvor sein Vater Franz und vier Jahre später auch sein Bruder Johann Gerhard.

## Familie
Ehefrau
Gattermann heiratete am 4. April 1826 in Koblenz Clara, geborene Linz (* 14. August 1801 in Koblenz; † 23. Dezember 1862 ebenda), Tochter des Wirklichen Geheimen Rats Christian Josef Linz und dessen Ehefrau Josepha, geborene von Solemacher.
Geschwister
- Maria Barbara Irmine Josepha Gattermann (1784–1835)
- Johann Gerhard Jacob Franz Wendelin Gattermann (1786–1823)
- Wilhelm Maria Jacob Wendelin Gattermann (1789–1867)
- Caroline Gattermann (1793–1872)
- Lothar Friedrich Jacob Gattermann (1796–1849)